# ألفونسو غارثيا روبليس
ألفونسو غارثيا روبليس (بالإسبانية:Alfonso García Robles) دبلوماسي مكسيكي سياسي ولد في 20 مارس عام 1911 م ثامورا في ولاية ميتشواكان. درس في الجامعة الوطنية المستقلة في المكسيك قبل أن يبدأ في الخدمة الخارجية في 1939 م. خدم كمندوب في مجلس تشاور المنظمات العامة في الأمم المتحدة. وكان سفيراً في البرازيل عام 1962-1964 م. وهو الذي توحد مع السويدية أولفا ميرال، وحصلا على جائزة نوبل للسلام في 1982، وتوفي في 2 سبتمبر عام 1991.

## روابط خارجية
- ألفونسو غارثيا روبليس على موقع الموسوعة البريطانية (الإنجليزية)
- ألفونسو غارثيا روبليس على موقع مونزينجر (الألمانية)
- ألفونسو غارثيا روبليس على موقع إن إن دي بي (الإنجليزية)